# Barcelona (album)
Barcelona is een muziekalbum van Freddie Mercury (leadzanger van de Engelse rockgroep Queen) en operasopraan Montserrat Caballé. Na de opnames in 1987 en 1988 was de release van het album in 1988.
Toen Barcelona werd uitgekozen als stad voor de Olympische Spelen van 1992 werd Mercury gevraagd een nummer te schrijven voor de Spelen. Het plan was om een duet te maken met Caballé. Naarmate de gesprekken over het nummer vorderden kwam er het idee om een album te maken. Mercury en Mike Moran zouden de liedjes schrijven, met uitzondering van Ensueño, waarin Caballé ook een aandeel heeft.
Het nummer Barcelona, dat als themesong zou worden gebruikt bij de Spelen van '92, is gecoverd door de Engelse artiest Russell Watson.
Door de dood van Mercury in 1991 is het nummer uiteindelijk niet gebruikt door de organisatie van de Spelen. Wel heeft Caballé het nummer gezongen tijdens de opening, met Mercury's stem op een bandje.

## Tracklist
Alle muziek en teksten zijn geschreven door Freddie Mercury, tenzij anders aangegeven. 
| Nr. | Titel                                  | Duur |
| --- | -------------------------------------- | ---- |
| 1.  | Barcelona                              | 5:37 |
| 2.  | La Japonaise                           | 4:49 |
| 3.  | The Fallen Priest (Mercury/Moran/Rice) | 5:46 |
| 4.  | Ensueño (Mercury/Moran/Caballé)        | 4:27 |

| 5.                 | The Golden Boy    | 6:04 |
| 6.                 | Guide Me Home     | 4:10 |
| 7.                 | How Can I Go On   | 3:51 |
| 8.                 | Overture Piccante | 6:40 |
| Totale duur: 39:56 |                   |      |

## Muzikanten
| - Freddie Mercury: Zang, tevens producer - Montserrat Caballé: Zang - Mike Moran: Keyboards, tevens producer - John Deacon: Basgitaar op How Can I Go On - Homi Kanga: Viool - Laurie Lewis: Viool - Deborah Ann Johnston: Cello - Barry Castle: Hoorn | - Frank Ricotti: Percussie - Madeline Bell: Achtergrondzang - Debbie Bishop: Achtergrondzang - Lance Ellington: Achtergrondzang - Miriam Stockley: Achtergrondzang - Peter Straker: Achtergrondzang - Mark Williamson: Achtergrondzang - Carol Woods: Achtergrondzang |

## Hitlijsten
| Land                | Charts             | Charts       |
|                     | Hoogste positie    | Aantal weken |
|                     | 1987:              | 1987:        |
| ------------------- | ------------------ | ------------ |
| Verenigd Koninkrijk | 8                  | 9            |
| Zweden              | 15                 |              |
| Nederland           | 34                 | 3            |
|                     | 1992 (re-release): |              |
| Nederland           | 2                  | 10           |
| 2                   | 8                  |              |
| Zwitserland         | 8                  | 13           |
| Zweden              | 12                 |              |
| Australië           | 42                 | 3            |

| Land                | Charts          | Charts       |
|                     | Hoogste positie | Aantal weken |
| ------------------- | --------------- | ------------ |
| Verenigd Koninkrijk | 80              |              |

| Land                | Charts          | Charts       |
|                     | Hoogste positie | Aantal weken |
| ------------------- | --------------- | ------------ |
| Verenigd Koninkrijk | 95              |              |

| Land                | Charts       | Charts          | Charts             | Charts             | Verkoop |
|                     | 1988:        | 1988:           | 1992 (re-release): | 1992 (re-release): | Type    |
| Hoogste positie     | Aantal weken | Hoogste positie | Aantal weken       |                    | Type    |
| ------------------- | ------------ | --------------- | ------------------ | ------------------ | ------- |
| Oostenrijk          |              |                 | 24                 | 6                  |         |
| Duitsland           |              |                 | 41                 | 18                 |         |
| Japan               |              |                 | 93                 | 1                  |         |
| Nederland           |              |                 | 9                  | 22                 |         |
| Zweden              |              |                 | 37                 | 1                  |         |
| Zwitserland         |              |                 | 18                 | 5                  | Platina |
| Verenigd Koninkrijk | 25           |                 | 15                 | 8                  | Zilver  |
| Verenigde Staten    |              |                 | 6                  |                    |         |